# Sisicus
Sisicus là một chi nhện thuộc họ Linyphiidae, được S. C. Bishop và C. R. Crosby mô tả đầu tiên năm 1938. Tính đến  tháng 6 năm 2019, chi này gồm 3 loài, được ghi nhận ở Bắc Mỹ, châu Âu, Siberia, và Đông Á: S. apertus, S. penifusifer, và S. volutasilex.